# يورغن دواه
يورغن دواه (بالألمانية: Jürgen Duah)‏ هو لاعب كرة قدم ألماني في مركز الدفاع، ولد في 19 ديسمبر 1985 في دورتموند في ألمانيا. لعب مع فاتنشايد 09 ونادي بروسيا مونستر.

## وصلات خارجية
- يورغن دواه على موقع قاعدة بيانات كرة القدم.إي يو (الإنجليزية)
- يورغن دواه على موقع بيانات كرة القدم. دي إي (الألمانية)
- يورغن دواه على موقع عالم كرة القدم.نت (الإنجليزية)